# Дектярка
Дектярка — река в России, протекает по Рыбинскому району Ярославской области. Длина реки составляет 10 км.
Исток находится в районе урочища Федоровская. Течёт на север в лесном ненаселённом районе. Единственный населённый пункт на реке деревня Борщевка находится перед впадением в реку Ухру, несколько ниже села Арефино. Устье реки находится в 17 км по левому берегу реки Ухра.

## Данные водного реестра
По данным государственного водного реестра России относится к Верхневолжскому бассейновому округу, водохозяйственный участок реки — Рыбинское водохранилище до Рыбинского гидроузла и впадающие в него реки, без рек Молога, Суда и Шексна от истока до Шекснинского гидроузла, речной подбассейн реки — Реки бассейна Рыбинского водохранилища. Речной бассейн реки — (Верхняя) Волга до Куйбышевского водохранилища (без бассейна Оки).
Код объекта в государственном водном реестре — 08010200412110000010232.